# Préaux-Saint-Sébastien
Préaux-Saint-Sébastien ist eine ehemalige französische Gemeinde mit 38 Einwohnern (Stand: 1. Januar 2013), den Préaltois, im Département Calvados in der Region Normandie.
Am 1. Januar 2016 wurde Préaux-Saint-Sébastien im Zuge einer Gebietsreform zusammen mit 21 benachbarten Gemeinden als Ortsteil in die neue Gemeinde Livarot-Pays-d’Auge eingegliedert.

## Geografie
Préaux-Saint-Sébastien liegt im Pays d’Auge. Rund 20 Kilometer nordnordwestlich des Ortes befindet sich Lisieux. Das nordöstlich gelegene Bernay ist gut 26 Kilometer entfernt.

## Bevölkerungsentwicklung
| Jahr                             | 1793 | 1836 | 1876 | 1926 | 1946 | 1975 | 1990 | 2013 |
| Einwohner                        | 177  | 120  | 83   | 75   | 80   | 65   | 46   | 38   |
| Quelle: Cassini, EHESS und INSEE |      |      |      |      |      |      |      |      |

## Sehenswürdigkeiten

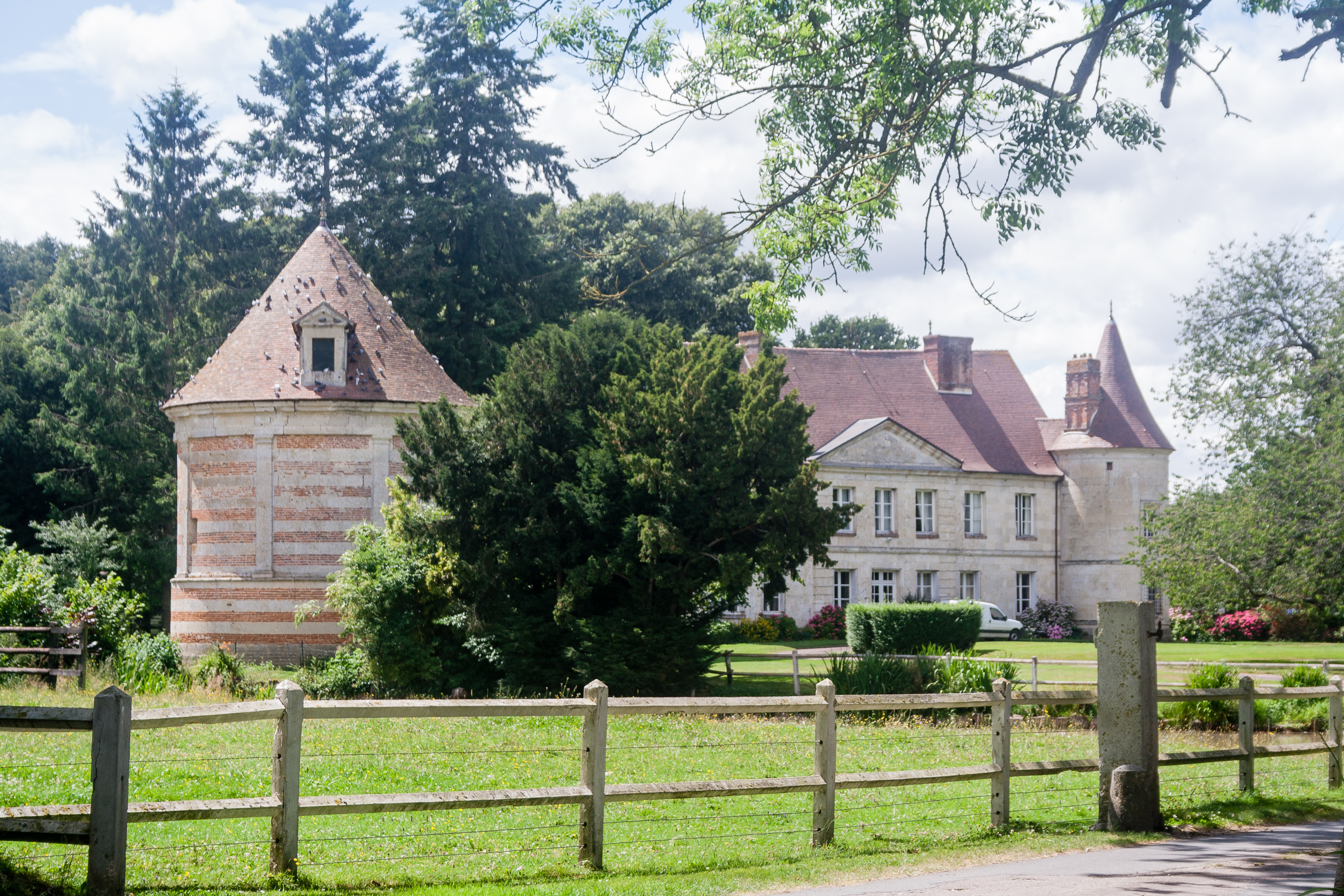
Blick auf das Schloss und den zugehörigen Taubenturm

- Kirche Saint-Sébastien aus dem 16. Jahrhundert, seit 2012 Monument historique;[3] ein Altar, ein Altarretabel und ein Tabernakel im Inneren sind seit 1992 ebenfalls als Monument historique klassifiziert[4]
- Schloss Préaux-Saint-Sébastien aus dem 18. Jahrhundert, seit 1927 Monument historique[5]